# تپه قلعه روستای گرچغا
تپه قلعه روستای گرچغا مربوط به هزاره ۱- سده‌های میانه دوران‌های تاریخی پس از اسلام است و در شهرستان بیجار، بخش چنگ الماس، روستای گرچغا واقع شده و این اثر در تاریخ ۱۰ دی ۱۳۸۱ با شمارهٔ ثبت ۶۸۱۷ به‌عنوان یکی از آثار ملی ایران به ثبت رسیده است.